# Rudolf Wille (Ingenieur)
Rudolf Ludwig Wille (* 22. August 1911 in Kassel; † 28. Dezember 1973 in Berlin) war ein deutscher Ingenieur für Strömungslehre und Hochschullehrer.

## Leben

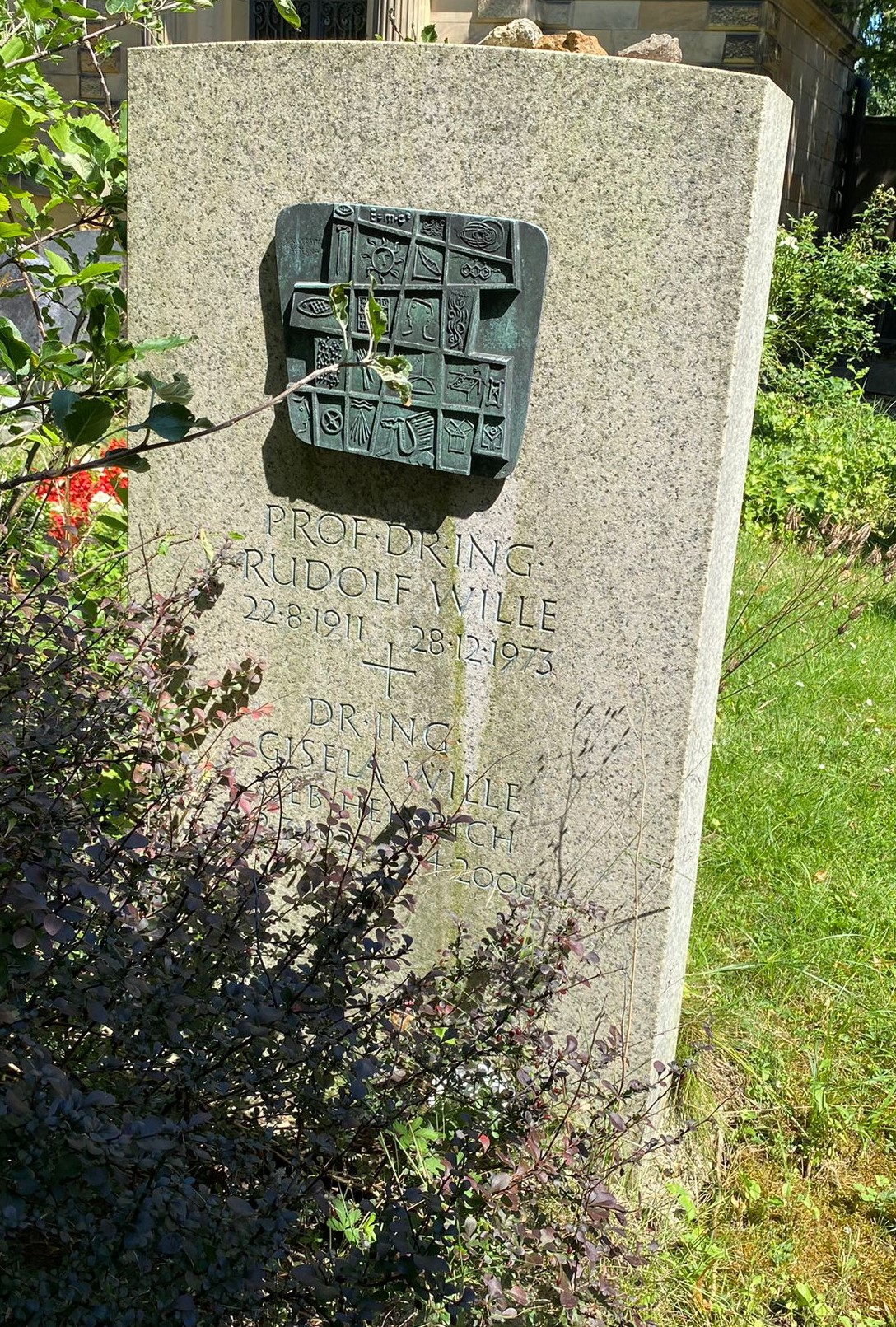
Grabstätte auf dem Friedhof der Dorfkirche Schöneberg

Wille war der Sohn eines Cellisten am Symphonie-Orchester Kassel. Nach seinem Abitur in Kassel 1930 studierte er Maschinenbau an der Technischen Hochschule München und der Technischen Hochschule Berlin-Charlottenburg, wo er im Februar 1936 zum Diplom-Ingenieur ernannt wurde. Danach arbeitete er bei der Humboldt-Deutz-Motoren AG in Köln.
1939 wechselte Wille als wissenschaftlicher Assistent zum Institut für Technische Strömungsforschung der Technischen Hochschule Berlin-Charlottenburg unter Hermann Föttinger. Dort wurde er 1942 zum Dr.-Ing. promoviert. Seine Dissertation trug den Titel „Modellversuche über den Spülvorgang der Zweitakt-Verbrennungs-Kraftmaschine“. Im selben Jahr zum Oberingenieur ernannt leitete Wille verschiedene Versuche im Auftrag der deutschen Rüstungsindustrie.
Nach dem Krieg gehörte Wille, 1946 zum außerordentlichen Professor für Wasserkraftmaschinen und Turboarbeitsmaschinen am Hermann-Föttinger-Institut für Strömungstechnik ernannt, zu den ersten Lehrern der neu gegründeten Technischen Universität Berlin und war maßgeblich an deren Wiederaufbau beteiligt. Von 1946 bis 1948 gehörte er dem Senat der Universität an. Im Anschluss verbrachte er ein Jahr als British Council Fellow am Trinity College in Cambridge.
1956 übernahm Wille zusätzlich die Leitung des Instituts für Turbulenzforschung der Deutschen Versuchsanstalt für Luftfahrt.
Rudolf Wille wurde auf dem Friedhof der Dorfkirche Schöneberg beigesetzt. Er gehörte seit 1938 dem Verein Deutscher Ingenieure (VDI) und seit 1952 der Schiffbautechnischem Gesellschaft (STG) an. Er leitete den Arbeitskreis „Strömungstechnik“ des Berliner Bezirksvereins des VDI.